# Timothy Pickering
Timothy Pickering (Salem, 1745. július 17. – Salem, 1829. január 29.) az Amerikai Egyesült Államok szenátora (Massachusetts, 1803–1811).